# Championnats de squash du British Open
Le British Open est l'un des plus vieux et prestigieux tournois de squash. Il se déroule au Royaume-Uni. Il est considéré avec le World Open comme l'un des deux plus grands tournois annuels en termes de notoriété. En effet, avant la mise en place du World Open dans les années 1970, ce tournoi était généralement considéré comme le championnat du monde. Ce tournoi fait allusion au Wimbledon du squash. Les tournois masculins et féminins se déroulèrent séparément jusqu'en 1983, mais depuis, ils se tiennent au même endroit.

## Palmarès hommes
| Année | Champion                                                 | Finaliste                                                | Score                                                    |
| ----- | -------------------------------------------------------- | -------------------------------------------------------- | -------------------------------------------------------- |
| 1930  | Charles Read                                             | Nommé Champion                                           | Nommé Champion                                           |
| 1931  | Don Butcher                                              | Charles Read                                             | 9–6, 9–5, 9–5 et 9–3, 9–5, 9–3                           |
| 1932  | Don Butcher                                              | Charles Arnold                                           | 9–0, 9–0, 9–0 et 9–3, 9–0, 9–5                           |
| 1933  | F. D. Amr Bey                                            | Don Butcher                                              | 9–0, 9–7, 9–1 et 9–5, 6–9, 9–2, 9–1, 9–4                 |
| 1934  | F. D. Amr Bey                                            | Pas de challenger                                        | Pas de challenger                                        |
| 1935  | F. D. Amr Bey                                            | Don Butcher                                              | 9–4, 8–10, 10–8, 9–0 et 9–6, 6–9, 9–2, 0–9, 9–5          |
| 1936  | F. D. Amr Bey                                            | Jim Dear                                                 | 9–3, 6–9, 8–10, 9–2, 9–4 et 9–4, 9–7, 3–9, 9–7           |
| 1937  | F. D. Amr Bey                                            | Jim Dear                                                 | 9–7, 7–9, 9–7, 5–9, 9–6 t 9–7, 8–10, 9–1, 9–6            |
| 1938  | F. D. Amr Bey                                            | Jim Dear                                                 | 10–8, 10–8, 4–9, 1–9, 9–4 et 9–7, 8–10, 9–6, 9–5         |
| 1939  | Jim Dear                                                 | Bert Biddle                                              | 5–9, 9–6, 5–9, 9–6, 9–5 et 6–9, 9–1, 9–2, 9–6            |
| 1940  | Pas de compétition (Seconde guerre mondiale)             | Pas de compétition (Seconde guerre mondiale)             | Pas de compétition (Seconde guerre mondiale)             |
| 1941  | Pas de compétition (Seconde guerre mondiale)             | Pas de compétition (Seconde guerre mondiale)             | Pas de compétition (Seconde guerre mondiale)             |
| 1942  | Pas de compétition (Seconde guerre mondiale)             | Pas de compétition (Seconde guerre mondiale)             | Pas de compétition (Seconde guerre mondiale)             |
| 1943  | Pas de compétition (Seconde guerre mondiale)             | Pas de compétition (Seconde guerre mondiale)             | Pas de compétition (Seconde guerre mondiale)             |
| 1944  | Pas de compétition (Seconde guerre mondiale)             | Pas de compétition (Seconde guerre mondiale)             | Pas de compétition (Seconde guerre mondiale)             |
| 1945  | Pas de compétition (Seconde guerre mondiale)             | Pas de compétition (Seconde guerre mondiale)             | Pas de compétition (Seconde guerre mondiale)             |
| 1946  | Pas de compétition (Seconde guerre mondiale)             | Pas de compétition (Seconde guerre mondiale)             | Pas de compétition (Seconde guerre mondiale)             |
| 1947  | Mahmoud Karim                                            | Jim Dear                                                 | 9–4, 9–1, 9–3 et 5–9, 7–9, 9–8, 9–7, 9–4                 |
| 1948  | Mahmoud Karim                                            | Jim Dear                                                 | 9–5, 9–3, 5–9, 1–9, 10–8                                 |
| 1949  | Mahmoud Karim                                            | Brian Phillips                                           | 9–4, 9–2, 9–10, 9–4                                      |
| 1950  | Mahmoud Karim                                            | Abdul Bari                                               | 9–4, 9–2, 9–7                                            |
| 1951  | Hashim Khan                                              | Mahmoud Karim                                            | 9–5, 9–0, 9–0                                            |
| 1952  | Hashim Khan                                              | Mahmoud Karim                                            | 9–5, 9–7, 9–0                                            |
| 1953  | Hashim Khan                                              | Roy Wilson                                               | 9–2, 8–10, 9–1, 9–0                                      |
| 1954  | Hashim Khan                                              | Azam Khan                                                | 6–9, 9–6, 9–6, 7–9, 9–5                                  |
| 1955  | Hashim Khan                                              | Azam Khan                                                | 9–7, 7–9, 9–7, 5–9, 9–7                                  |
| 1956  | Hashim Khan                                              | Roshan Khan                                              | 9–4, 9–2, 5–9, 9–5                                       |
| 1957  | Roshan Khan                                              | Hashim Khan                                              | 6–9, 9–5, 9–2, 9–1                                       |
| 1958  | Hashim Khan                                              | Azam Khan                                                | 9–7, 6–9, 9–6, 9–7                                       |
| 1959  | Azam Khan                                                | Mo Khan                                                  | 9–5, 9–0, 9–1                                            |
| 1960  | Azam Khan                                                | Roshan Khan                                              | 9–1, 9–0, 9–0                                            |
| 1961  | Azam Khan                                                | Mo Khan                                                  | 6–9, 9–1, 9–4, 0–9, 9–2                                  |
| 1962  | Azam Khan                                                | Mo Khan                                                  | 9–6, 7–9, 10–8, 2–9, 9–4                                 |
| 1963  | Mo Khan                                                  | A.A. AbouTaleb                                           | 9–4, 5–9, 3–9, 10–8, 9–6                                 |
| 1964  | A.A. AbouTaleb                                           | Mike Oddy                                                | 9–3, 9–7, 9–0                                            |
| 1965  | A.A. AbouTaleb                                           | Ibrahim Amin                                             | 9–0, 0–9, 9–1, 9–6                                       |
| 1966  | A.A. AbouTaleb                                           | Aftab Jawaid                                             | 9–6, 5–9, 9–3, 9–1                                       |
| 1967  | Jonah Barrington                                         | Aftab Jawaid                                             | 9–2, 5–9, 9–2, 9–2                                       |
| 1968  | Jonah Barrington                                         | A.A. AbouTaleb                                           | 9–6, 9–0, 9–5                                            |
| 1969  | Geoff Hunt                                               | Cam Nancarrow                                            | 9–5, 9–4, 9–0                                            |
| 1970  | Jonah Barrington                                         | Geoff Hunt                                               | 9–7, 3–9, 9–4, 9–4                                       |
| 1971  | Jonah Barrington                                         | Aftab Jawaid                                             | 9–1, 9–2, 9–6                                            |
| 1972  | Jonah Barrington                                         | Geoff Hunt                                               | 0–9, 9–7, 10–8, 6–9, 9–7                                 |
| 1973  | Jonah Barrington                                         | Gogi Alauddin                                            | 9–4, 9–3, 9–2                                            |
| 1974  | Geoff Hunt                                               | Mo Yasin                                                 | forfait                                                  |
| 1975  | Qamar Zaman                                              | Gogi Alauddin                                            | 9–7, 9–6, 9–1                                            |
| 1976  | Geoff Hunt                                               | Mo Khan                                                  | 7–9, 9–4, 8–10, 9–2, 9–2                                 |
| 1977  | Geoff Hunt                                               | Cam Nancarrow                                            | 9–4, 9–4, 8–10, 9–4                                      |
| 1978  | Geoff Hunt                                               | Qamar Zaman                                              | 7–9, 9–1, 9–1, 9–2                                       |
| 1979  | Geoff Hunt                                               | Qamar Zaman                                              | 2–9, 9–7, 9–0, 6–9, 9–3                                  |
| 1980  | Geoff Hunt                                               | Qamar Zaman                                              | 9–3, 9–2, 1–9, 9–1                                       |
| 1981  | Geoff Hunt                                               | Jahangir Khan                                            | 9–2, 9–7, 5–9, 9–7                                       |
| 1982  | Jahangir Khan                                            | Hiddy Jahan                                              | 9–2, 10–9, 9–3                                           |
| 1983  | Jahangir Khan                                            | Gamal Awad                                               | 9–2, 9–5, 9–1                                            |
| 1984  | Jahangir Khan                                            | Qamar Zaman                                              | 9–0, 9–3, 9–5                                            |
| 1985  | Jahangir Khan                                            | Chris Dittmar                                            | 9–3, 9–2, 9–5                                            |
| 1986  | Jahangir Khan                                            | Ross Norman                                              | 9–6, 9–4, 9–6                                            |
| 1987  | Jahangir Khan                                            | Jansher Khan                                             | 9–6, 9–0, 9–5                                            |
| 1988  | Jahangir Khan                                            | Rodney Martin                                            | 9–2, 9–10, 9–0, 9–1                                      |
| 1989  | Jahangir Khan                                            | Rodney Martin                                            | 9–2, 3–9, 9–5, 0–9, 9–2                                  |
| 1990  | Jahangir Khan                                            | Rodney Martin                                            | 9–6, 10–8, 9–1                                           |
| 1991  | Jahangir Khan                                            | Jansher Khan                                             | 2–9, 9–4, 9–4, 9–0                                       |
| 1992  | Jansher Khan                                             | Chris Robertson                                          | 9–7, 10–9, 9–5                                           |
| 1993  | Jansher Khan                                             | Chris Dittmar                                            | 9–6, 9–5, 6–9, 9–2                                       |
| 1994  | Jansher Khan                                             | Brett Martin                                             | 9–1, 9–0, 9–10, 9–1                                      |
| 1995  | Jansher Khan                                             | Peter Marshall                                           | 15–4, 15–4, 15–5                                         |
| 1996  | Jansher Khan                                             | Rodney Eyles                                             | 15–13, 15–8, 15–10                                       |
| 1997  | Jansher Khan                                             | Peter Nicol                                              | 17–15, 9–15, 15–12, 8–15, 15–8 (126 min)                 |
| 1998  | Peter Nicol                                              | Jansher Khan                                             | 17–16, 15–4, 15–5                                        |
| 1999  | Jonathon Power                                           | Peter Nicol                                              | 15–17, 15–12, rtd                                        |
| 2000  | David Evans                                              | Paul Price                                               | 15–11, 15–6, 15–10                                       |
| 2001  | David Palmer                                             | Chris Walker                                             | 12–15, 13–15, 15–2, 15–9, 15–5                           |
| 2002  | Peter Nicol                                              | John White                                               | 15–9, 15–8, 15–8                                         |
| 2003  | David Palmer                                             | Peter Nicol                                              | 15–13, 15–13, 15–8                                       |
| 2004  | David Palmer                                             | Amr Shabana                                              | 10–11 (4–6), 11–7, 11–10 (3–1), 11–7                     |
| 2005  | Anthony Ricketts                                         | James Willstrop                                          | 11–7, 11–9, 11–7                                         |
| 2006  | Nick Matthew                                             | Thierry Lincou                                           | 11–8, 5–11, 11–4, 9–11, 11–6                             |
| 2007  | Grégory Gaultier                                         | Thierry Lincou                                           | 11–4, 10–11 (0–2), 11–6, 11–3 (63 min)                   |
| 2008  | David Palmer                                             | James Willstrop                                          | 11–9, 11–9, 8–11, 6–11, 11–10 (3–1) (112 min)            |
| 2009  | Nick Matthew                                             | James Willstrop                                          | 8–11, 11–8, 7–11, 11–3, 12–10 (123 min)                  |
| 2010  | Pas de compétition                                       | Pas de compétition                                       | Pas de compétition                                       |
| 2011  | Pas de compétition                                       | Pas de compétition                                       | Pas de compétition                                       |
| 2012  | Nick Matthew                                             | Ramy Ashour                                              | 11-9, 11-4, 11-8 (49 min)                                |
| 2013  | Ramy Ashour                                              | Grégory Gaultier                                         | 7-11, 11-4, 11-7, 11-8 (64 min)                          |
| 2014  | Grégory Gaultier                                         | Nick Matthew                                             | 11-3, 11-6, 11-2 (45 min)                                |
| 2015  | Mohamed El Shorbagy                                      | Grégory Gaultier                                         | 11-9, 6-11, 5-11, 11-8, 11-5 (93 min)                    |
| 2016  | Mohamed El Shorbagy                                      | Ramy Ashour                                              | 11-2, 11-5, 11-9,                                        |
| 2017  | Grégory Gaultier                                         | Nick Matthew                                             | 8-11, 11-7, 11-3, 11-3 (67 min)                          |
| 2018  | Miguel Ángel Rodríguez                                   | Mohamed El Shorbagy                                      | 11-7, 6-11, 8-11, 11-2, 11-9 (102 min)                   |
| 2019  | Mohamed El Shorbagy                                      | Ali Farag                                                | 11-9, 5-11, 11-5, 11-9 (66 min)                          |
| 2020  | annulé à cause de la pandémie de Covid-19 au Royaume-Uni | annulé à cause de la pandémie de Covid-19 au Royaume-Uni | annulé à cause de la pandémie de Covid-19 au Royaume-Uni |
| 2021  | Paul Coll                                                | Ali Farag                                                | 6-11, 11-6, 11-6, 11-8 (64 min),                         |
| 2022  | Paul Coll                                                | Ali Farag                                                | 12-10, 11-6, 11-4 (50 min)                               |
| 2023  | Ali Farag                                                | Diego Elías                                              | 13-11, 5-11, 11-8, 11-9 (59 min)                         |
| 2024  | Mostafa Asal                                             | Ali Farag                                                | 11-5, 2-11, 13-11, 4-11, 12-10 (79 min)                  |
| 2025  | Diego Elías                                              | Mostafa Asal                                             | 11-4, 11-9, 3-11, 11-4 (54 min)                          |

Notes : 

1) De 1930 à 1947, la finale se jouait au meilleur des trois matchs. Si un joueur remportait les deux premiers matchs, le troisième match n'était pas joué.

2) Peter Nicol a changé de nationalité en 2001.

### Multiples vainqueurs
| Vainqueur           | Nb |
| Jahangir Khan       | 10 |
| Geoff Hunt          | 8  |
| Hashim Khan         | 7  |
| Jansher Khan        | 6  |
| Jonah Barrington    | 6  |
| F. D. Amr Bey       | 6  |
| Azam Khan           | 4  |
| Mahmoud Karim       | 4  |
| David Palmer        | 4  |
| A.A. AbouTaleb      | 3  |
| Nick Matthew        | 3  |
| Grégory Gaultier    | 3  |
| Mohamed El Shorbagy | 3  |
| Peter Nicol         | 2  |
| Don Butcher         | 2  |
| Paul Coll           | 2  |

### Vainqueur par pays
| Vainqueur        | Vainqueur | Finaliste        | Finaliste |
| ---------------- | --------- | ---------------- | --------- |
| Pakistan         | 30        | Pakistan         | 25        |
| Égypte           | 16        | Angleterre       | 20        |
| Angleterre       | 14        | Australie        | 14        |
| Australie        | 14        | Égypte           | 12        |
| Irlande          | 6         | France           | 4         |
| France           | 3         | Écosse           | 3         |
| Nouvelle-Zélande | 2         | Inde             | 1         |
| Canada           | 1         | Nouvelle-Zélande | 1         |
| Écosse           | 1         | Pérou            | 1         |
| Pays de Galles   | 1         |                  |           |
| Colombie         | 1         |                  |           |
| Pérou            | 1         |                  |           |

## Palmarès femmes
| Année | Champion                                                 | Finaliste                                                | Score                                                    |
| ----- | -------------------------------------------------------- | -------------------------------------------------------- | -------------------------------------------------------- |
| 1922  | Joyce Cave                                               | Nancy Cave                                               | 11–15, 15–10, 15–9                                       |
| 1923  | Silvia Huntsman                                          | Nancy Cave                                               | 6–15, 15–9, 17–15                                        |
| 1924  | Nancy Cave                                               | Joyce Cave                                               | 15–8, 15–13                                              |
| 1925  | Joyce Cave                                               | Nancy Cave                                               | 15–3, 6–15, 16–13                                        |
| 1926  | Cecily Fenwick                                           | Nancy Cave                                               | 15–12, 15–11                                             |
| 1927  | Cecily Fenwick                                           | Nancy Cave                                               | 4–9, 9–6, 9–2, 9–5                                       |
| 1928  | Joyce Cave                                               | Cecily Fenwick                                           | 4–9, 9–5, 10–9, 9–6                                      |
| 1929  | Nancy Cave                                               | Cecily Fenwick                                           | 9–6, 3–9, 9–2, 3–9, 9–6                                  |
| 1930  | Nancy Cave                                               | Cecily Fenwick                                           | 10–8, 9–1, 7–9, 9–5                                      |
| 1931  | Cecily Fenwick                                           | Nancy Cave                                               | 9–7, 10–8, 9–10, 9–1                                     |
| 1932  | Susan Noel                                               | Joyce Cave                                               | 9–5, 9–7, 9–1                                            |
| 1933  | Susan Noel                                               | Sheila Keith-Jones                                       | 9–4, 9–0, 9–2                                            |
| 1934  | Susan Noel                                               | Margot Lumb                                              | 9–7, 9–0, 9–6                                            |
| 1935  | Margot Lumb                                              | Anne Lytton-Milbanke                                     | 9–4, 9–0, 9–1                                            |
| 1936  | Margot Lumb                                              | Anne Lytton-Milbanke                                     | 9–5, 9–5, 9–4                                            |
| 1937  | Margot Lumb                                              | Sheila McKechnie                                         | 9–3, 9–2, 9–0                                            |
| 1938  | Margot Lumb                                              | Sheila McKechnie                                         | 9–3, 9–2, 9–1                                            |
| 1939  | Margot Lumb                                              | Susan Noel                                               | 9–6, 9–1, 9–7                                            |
| 1940  | Pas de compétition (Seconde guerre mondiale)             | Pas de compétition (Seconde guerre mondiale)             | Pas de compétition (Seconde guerre mondiale)             |
| 1941  | Pas de compétition (Seconde guerre mondiale)             | Pas de compétition (Seconde guerre mondiale)             | Pas de compétition (Seconde guerre mondiale)             |
| 1942  | Pas de compétition (Seconde guerre mondiale)             | Pas de compétition (Seconde guerre mondiale)             | Pas de compétition (Seconde guerre mondiale)             |
| 1943  | Pas de compétition (Seconde guerre mondiale)             | Pas de compétition (Seconde guerre mondiale)             | Pas de compétition (Seconde guerre mondiale)             |
| 1944  | Pas de compétition (Seconde guerre mondiale)             | Pas de compétition (Seconde guerre mondiale)             | Pas de compétition (Seconde guerre mondiale)             |
| 1945  | Pas de compétition (Seconde guerre mondiale)             | Pas de compétition (Seconde guerre mondiale)             | Pas de compétition (Seconde guerre mondiale)             |
| 1946  | Pas de compétition (Seconde guerre mondiale)             | Pas de compétition (Seconde guerre mondiale)             | Pas de compétition (Seconde guerre mondiale)             |
| 1947  | Joan Curry                                               | Alice Teague                                             | 9–3, 10–9, 9–5                                           |
| 1948  | Joan Curry                                               | Janet Morgan                                             | 9–5, 9–0, 9–10, 6–9, 10–8                                |
| 1949  | Joan Curry                                               | Janet Morgan                                             | 2–9, 9–3, 10–8, 9–0                                      |
| 1950  | Janet Morgan                                             | Joan Curry                                               | 9–4, 9–3, 9–0                                            |
| 1951  | Janet Morgan                                             | Joan Curry                                               | 9–1, 2–9, 9–3, 9–4                                       |
| 1952  | Janet Morgan                                             | Joan Curry                                               | 9–3, 9–1, 9–5                                            |
| 1953  | Janet Morgan                                             | Marjorie Townsend                                        | 9–4, 9–2, 9–4                                            |
| 1954  | Janet Morgan                                             | Sheila Speight                                           | 9–3, 9–1, 9–7                                            |
| 1955  | Janet Morgan                                             | Ruth Turner                                              | 9–5, 9–3, 9–6                                            |
| 1956  | Janet Morgan                                             | Sheila Speight                                           | 9–6, 9–4, 9–2                                            |
| 1957  | Janet Morgan                                             | Sheila Speight                                           | 4–9, 9–5, 9–1, 9–6                                       |
| 1958  | Janet Morgan                                             | Sheila Macintosh                                         | 9–7, 6–9, 9–6, 9–7                                       |
| 1959  | Janet Morgan                                             | Sheila Macintosh                                         | 9–4, 9–1, 9–5                                            |
| 1960  | Sheila Macintosh                                         | Fran Marshall                                            | 4–9, 8–9, 9–5, 9–3, 9–6                                  |
| 1961  | Fran Marshall                                            | Ruth Turner                                              | 9–3, 9–5, 9–1                                            |
| 1962  | Heather Blundell                                         | Fran Marshall                                            | 9–6, 9–5, 9–4                                            |
| 1963  | Heather Blundell                                         | Fran Marshall                                            | 9–4, 9–2, 9–6                                            |
| 1964  | Heather Blundell                                         | Fran Marshall                                            | 9–2, 9–2, 9–1                                            |
| 1965  | Heather Blundell                                         | Anna Craven-Smith                                        | 9–0 9–1 9–2                                              |
| 1966  | Heather McKay                                            | Anna Craven-Smith                                        | 9–0, 9–0, 10–8                                           |
| 1967  | Heather McKay                                            | Anna Craven-Smith                                        | 9–1, 10–8, 9–6                                           |
| 1968  | Heather McKay                                            | Bev Johnson                                              | 9–0, 9–0, 9–0                                            |
| 1969  | Heather McKay                                            | Fran Marshall                                            | 9–2, 9–0, 9–0                                            |
| 1970  | Heather McKay                                            | Marcia Roche                                             | 9–1, 9–1, 9–0                                            |
| 1971  | Heather McKay                                            | Jenny Irving                                             | 9–0, 9–3, 9–1                                            |
| 1972  | Heather McKay                                            | Kathy Malan                                              | 9–1, 9–1, 9–2                                            |
| 1973  | Heather McKay                                            | Cecile Fleming                                           | 9–1, 9–0, 9–1                                            |
| 1974  | Heather McKay                                            | Sue Cogswell                                             | 9–2, 9–1, 9–2                                            |
| 1975  | Heather McKay                                            | Marion Jackman                                           | 9–3, 9–1, 9–5                                            |
| 1976  | Heather McKay                                            | Sue Newman                                               | 9–2, 9–4, 9–2                                            |
| 1977  | Heather McKay                                            | Barbara Wall                                             | 9–3, 9–1, 9–2                                            |
| 1978  | Sue Newman                                               | Vicki Hoffmann                                           | 9–4, 9–7, 9–2                                            |
| 1979  | Barbara Wall                                             | Sue Cogswell                                             | 8–10, 6–9, 9–4, 9–4, 9–3                                 |
| 1980  | Vicki Hoffmann                                           | Sue Cogswell                                             | 9–5, 9–5, 9–3                                            |
| 1981  | Vicki Hoffmann                                           | Margaret Zachariah                                       | 9–6, 9–4, 9–0                                            |
| 1982  | Vicki Cardwell                                           | Lisa Opie                                                | 9–4, 5–9, 9–4, 9–4                                       |
| 1983  | Vicki Cardwell                                           | Lisa Opie                                                | 9–10, 9–6, 9–4, 9–5                                      |
| 1984  | Susan Devoy                                              | Lisa Opie                                                | 5–9, 9–0, 9–7, 9–1                                       |
| 1985  | Susan Devoy                                              | Martine Le Moignan                                       | 9–6, 5–9, 9–6, 9–5                                       |
| 1986  | Susan Devoy                                              | Lisa Opie                                                | 9–4, 9–2, 9–3                                            |
| 1987  | Susan Devoy                                              | Lucy Soutter                                             | 2–9, 4–9, 9–4, 9–2, 9–1                                  |
| 1988  | Susan Devoy                                              | Liz Irving                                               | 9–7, 9–5, 9–1                                            |
| 1989  | Susan Devoy                                              | Martine Le Moignan                                       | 8–10, 10–8, 9–3, 9–6                                     |
| 1990  | Susan Devoy                                              | Suzanne Horner                                           | 9–2, 9–1, 9–3                                            |
| 1991  | Lisa Opie                                                | Sue Wright                                               | 6–9, 9–3, 9–3, 9–4                                       |
| 1992  | Susan Devoy                                              | Martine Le Moignan                                       | 9–3, 9–5, 9–3                                            |
| 1993  | Michelle Martin                                          | Suzanne Horner                                           | 9–7, 9–0, 9–4                                            |
| 1994  | Michelle Martin                                          | Liz Irving                                               | 9–1, 9–5, 9–3                                            |
| 1995  | Michelle Martin                                          | Liz Irving                                               | 9–4, 9–7, 9–5                                            |
| 1996  | Michelle Martin                                          | Sarah Fitz-Gerald                                        | 1–9, 9–5, 9–1, 9–7                                       |
| 1997  | Michelle Martin                                          | Sarah Fitz-Gerald                                        | 9–5, 9–10, 9–5, 9–5                                      |
| 1998  | Michelle Martin                                          | Sarah Fitz-Gerald                                        | 9–4, 9–2, 9–1                                            |
| 1999  | Leilani Joyce                                            | Cassie Campion                                           | 5–9, 9–6, 9–3, 10–8                                      |
| 2000  | Leilani Joyce                                            | Sue Wright                                               | 9–7, 9–4, 9–2                                            |
| 2001  | Sarah Fitz-Gerald                                        | Carol Owens                                              | 10–9, 9–0, 9–2                                           |
| 2002  | Sarah Fitz-Gerald                                        | Tania Bailey                                             | 9–3, 9–0, 9–0                                            |
| 2003  | Rachael Grinham                                          | Cassie Campion                                           | 9–3, 7–9, 9–2, 9–5                                       |
| 2004  | Rachael Grinham                                          | Natalie Grainger                                         | 6–9, 9–5, 9–0, 9–3                                       |
| 2005  | Nicol David                                              | Natalie Grinham                                          | 9–6, 9–7, 9–6                                            |
| 2006  | Nicol David                                              | Rachael Grinham                                          | 9–4, 9–1, 9–4 (41 min)                                   |
| 2007  | Rachael Grinham                                          | Nicol David                                              | 7–9, 4–9, 9–3, 10–8, 9–1 (87 min)                        |
| 2008  | Nicol David                                              | Jenny Duncalf                                            | 9–1, 10–8, 9–0 (40 min)                                  |
| 2009  | Rachael Grinham                                          | Madeline Perry                                           | 11–6, 11–5, 12–10 (35 min)                               |
| 2010  | Pas de compétition                                       | Pas de compétition                                       | Pas de compétition                                       |
| 2011  | Pas de compétition                                       | Pas de compétition                                       | Pas de compétition                                       |
| 2012  | Nicol David                                              | Nour El Sherbini                                         | 11-6, 11-6, 11-6 (33 min)                                |
| 2013  | Laura Massaro                                            | Nicol David                                              | 11-4, 3-11, 12-10, 11-7 (53 min)                         |
| 2014  | Nicol David                                              | Laura Massaro                                            | 8-11, 11-5, 11-7, 11-8 (64 min)                          |
| 2015  | Camille Serme                                            | Laura Massaro                                            | 11-3, 11-5, 8-11, 11-8 (51 min)                          |
| 2016  | Nour El Sherbini                                         | Nouran Gohar                                             | 11-7, 9-11, 7-11, 11-6, 11-8                             |
| 2017  | Laura Massaro                                            | Sarah-Jane Perry                                         | 11-8, 11-8, 6-11, 11-6 (55 min)                          |
| 2018  | Nour El Sherbini                                         | Raneem El Weleily                                        | 11-6, 11-9, 14-12 (47 min)                               |
| 2019  | Nouran Gohar                                             | Camille Serme                                            | 11-3, 11-8, 11-3 (30 min)                                |
| 2020  | annulé à cause de la pandémie de Covid-19 au Royaume-Uni | annulé à cause de la pandémie de Covid-19 au Royaume-Uni | annulé à cause de la pandémie de Covid-19 au Royaume-Uni |
| 2021  | Nour El Sherbini                                         | Nouran Gohar                                             | 9-11, 13-11, 5-11, 11-7, 11-2 (64 min)                   |
| 2022  | Hania El Hammamy                                         | Nouran Gohar                                             | 11-9, 11-7, 8-11, 11-4 (76 min)                          |
| 2023  | Nour El Sherbini                                         | Nouran Gohar                                             | 11-9, 11-7, 11-1 (42 min)                                |
| 2024  | Nouran Gohar                                             | Nour El Sherbini                                         | 11-6, 17-15, 3-11, 7-11, 11-4 (91 min)                   |
| 2024  | Nouran Gohar                                             | Nour El Sherbini                                         | 9-11, 12-10, 7-11, 13-11, 11-4 (79 min)                  |

Note : 

1) Sheila Speight est connue comme Sheila Macintosh depuis 1958.

2) Heather Blundell est connue comme Heather McKay depuis 1966.

3) Vicki Hoffman est connue comme Vicki Cardwell depuis 1982.

### Multiples vainqueurs
| Vainqueur         | Nb |
| Heather McKay     | 16 |
| Janet Morgan      | 10 |
| Susan Devoy       | 8  |
| Michelle Martin   | 6  |
| Nicol David       | 5  |
| Margot Lumb       | 5  |
| Vicki Cardwell    | 4  |
| Rachael Grinham   | 4  |
| Nour El Sherbini  | 4  |
| Nancy Cave        | 3  |
| Cecily Fenwick    | 3  |
| Joan Curry        | 3  |
| Susan Noel        | 3  |
| Sarah Fitz-Gerald | 2  |
| Leilani Joyce     | 2  |
| Laura Massaro     | 2  |
| Nouran Gohar      | 2  |

### Vainqueur par pays
| Vainqueur        | Vainqueur | Finaliste        | Finaliste |
| ---------------- | --------- | ---------------- | --------- |
| Angleterre       | 36        | Angleterre       | 62        |
| Australie        | 34        | Australie        | 15        |
| Nouvelle-Zélande | 10        | Égypte           | 7         |
| Égypte           | 8         | Afrique du Sud   | 3         |
| Malaisie         | 5         | Nouvelle-Zélande | 2         |
| France           | 1         | Malaisie         | 2         |
|                  |           |                  |           |
| États-Unis       | 1         |                  |           |
| Irlande          | 1         |                  |           |
| France           | 1         |                  |           |